# Gustav I. Adolph Fintelmann
Gustav Adolph Fintelmann, eigentlich Adolph Gustav Fintelmann (* 30. Juni 1803 in Berlin; † 1. März 1871 in Charlottenhof, Park Sanssouci, Potsdam) war ein Königlicher Hofgärtner und Kastellan auf der Pfaueninsel, Publizist und Verfasser von Monografien über praktische Gärtnerei. Sein botanisches Autorenkürzel lautet „Fintelm.“.

## Leben und Wirken
Gustav Fintelmann wurde als Sohn des Kaufmanns Christian Carl Fintelmann in Berlin geboren, verbrachte die Kindheit aber vermutlich seit dem vierten Lebensjahr auf der Pfaueninsel bei seinem Onkel, dem Hofgärtner Ferdinand Fintelmann. Von 1819 bis 1822 absolvierte er bei ihm die Ausbildung zum Gärtner und ging von 1824 bis 1828 mit einem von der Königlichen Gärtner-Lehranstalt zu Schöneberg und Potsdam vergebenen königlichen Reisestipendium auf Wanderschaft, die ihn zunächst nach Eisenstadt, Venedig, Innsbruck und Wien führte. 1825 verbrachte er dort die ersten fünf Monate und besuchte Gartenanlagen, über die er Reiseberichte mit dem Titel „Bemerkungen über die Gärten um Wien“ verfasste. Ab Juni desselben Jahres hielt sich Fintelmann in der Schlossanlage Nymphenburg in München auf und zog im Oktober weiter durch Holland, wo er im Dezember Aufnahme in der Handelsgärtnerei Schneevogt in Haarlem fand. Neben dem Studium der Publikationen des Botanikers Georg Voorhelm Schneevoogt (1775–1850) über Blumen, besonders Hyazinthen, bekam er Anleitungen zur Blumenzucht, Obst- und Gemüsetreiberei. Während des anschließenden Aufenthalts in Paris galt sein Interesse den Topfzierpflanzen und er lernte von August 1826 bis August 1827 bei dem Botaniker Étienne Soulange-Bodin (1774–1846), auch bekannt als Chevalier Soulange-Bodin. Der damalige Eigentümer des „Fromontschen Parks“ in Ris-Orangis bei Paris hatte in der Gartenanlage unter anderem ein Institut für Ackerbau gegründet sowie eine Baumschule angelegt und hielt öffentliche Vorlesungen über die Gartenbaukunst. Zudem ließ sich Fintelmann von März bis Juni 1827 im Pariser Vorort Montreuil bei dem Pfirsichgärtner Alexis Lepère d. Ä. in die Kultivierung von besonders feinem Tafelobst, die sogenannte „Französische Obstzucht“, einweisen. Über das elsässische Bollweiler kam Gustav Fintelmann 1827 nach Karlsruhe und Düsseldorf. Zur Weiterbildung ermöglichte ihm der Botaniker Schneevoogt im April 1828 eine Reise nach England, Irland und Schottland zum Besuch der Parkanlagen in und bei London, Dublin, Glasgow, Edinburgh und Liverpool. Während des Aufenthalts machte er Bekanntschaft mit dem Landschaftsarchitekten und Gartenschriftsteller John Claudius Loudon, für dessen Zeitschrift The Gardener’s Magazine Fintelmann später Berichte über die Pfaueninsel schrieb. Im Oktober 1828 reiste er nach Haarlem, um seinem Förderer Schneevoogt die Erkenntnisse der Fortbildung mitzuteilen und kehrte über Hannover, Kassel und Weimar im Dezember des Jahres zur Pfaueninsel zurück, wo er im Gartenrevier seines Onkels die Stelle des Obergehilfen bekam.
Aufgrund seiner in Paris erworbenen Erfahrungen mit Topfzierpflanzen fuhr Fintelmann als Begleitung des Inspektors vom Botanischen Garten Berlin, Christoph Friedrich Otto, am 30. Mai 1830 nach Paris, um die Verpackung und den Schiffstransport von 42 besonders großen Palmen aus der Sammlung des Bankiers Fulchiron in Passy und weitere Gewächse von Soulange-Boudin sowie der Handelsgärtnerei Cels in Montrouge zu betreuen. Die am 22. August auf der Pfaueninsel eingetroffenen Pflanzen gehörten zur Erstausstattung des 1831 fertiggestellten Palmenhauses und sind auf Gemälden mit Innenansichten des Gewächshauses dargestellt, die der Landschaftsmaler Carl Blechen 1832 bis 1834 schuf. Nach seiner Berufung als Hofgärtner nach Schloss Paretz 1832 und in die Melonerie (Treibereien) im Park Sanssouci 1833, folgte er seinem Onkel Ferdinand Fintelmann im Amt und übernahm als Hofgärtner und Kastellan am 1. April 1834 das Gartenrevier auf der Pfaueninsel, das er 35 Jahre leiten sollte, bis er 1869 aus gesundheitlichen Gründen um seine Pensionierung bat.
Neben den üblichen Aufgaben eines Hofgärtners galt sein besonderes Interesse der Kultivierung und Verbreitung von Blattpflanzen zur Ausschmückung von Gartenpartien, Gewächshäusern und Innenräumen. Auf der Pfaueninsel hat er die Flora Deutschlands auf engem Inselraum zu vereinigen [versucht] und […] diesen Gedanken innerhalb der Schranken der Möglichkeit so gut wie ausgeführt. 1844 benannte der Botaniker Peter Carl Bouché nach ihm eine Canna-Kreuzung C. fintelmamii und Eduard Otto 1849 eine Potentilla-Kreuzung P. fintelmanni. Außerdem gab es eine Rose Fintelmann und eine Rose Madame Gustav Fintelmann. Obwohl die Landschaftsgärtnerei nicht zu seinen Vorlieben gehörte, legte er auch außerhalb seines Reviers Privatgärten an, wie Ende 1840, unter Einflussnahme Friedrich Wilhelms IV., den Garten der Villa Tummeley, Berliner Straße 29 in Potsdam, 1852 einen Englischen Landschaftsgarten auf dem Gutshof derer von Bredow in Liepe oder den Gutspark Kartzow. 
Gustav Adolph Fintelmann starb 1871 im Schlossgarten Charlottenhof und wurde neben seiner 1866 verstorbenen Ehefrau Eulalia auf einem kleinen Friedhof hinter dem Küsterhaus der Kirche St. Peter und Paul auf Nikolskoë beigesetzt. Aus der Ehe mit Eulalia, der Tochter des Potsdamer Steinmetzmeisters Ludwig David Trippel, gingen sieben Kinder hervor. Zu ihnen gehörte der Sohn Gustav Adolph, der wie sein Vater den Gärtnerberuf erlernte und später zum Hofgartendirektor berufen wurde.

## Schriftstellerische Tätigkeiten und Mitgliedschaften
Seine Erkenntnisse in der Pflanzenkultivierung publizierte Fintelmann in in- und ausländischen Fachzeitschriften, wie dem genannten The Gardener’s Magazine und in der vom „Verein zur Beförderung des Gartenbaues in den Königlich Preußischen Staaten“, kurz „Berliner Gartenbauverein“, herausgegebenen Schrift Verhandlungen des Vereins zur Beförderung des Gartenbaues, in dem er von 1844 bis 1848 Generalsekretär und von 1850 bis 1852 stellvertretender Direktor war. Zudem schrieb er Beiträge in der zusammen mit dem Botaniker Karl Heinrich Koch 1858 gegründeten vereinseigenen Wochenschrift für Gärtnerei und Pflanzenkunde und übersetzte Artikel aus fremdsprachigen Gartenzeitschriften oder einmal ein ganzes Buch aus dem Englischen. Des Weiteren beteiligte sich Fintelmann an dem von Peter Joseph Lenné zwischen 1837 und 1842 herausgegebenen Nachschlagewerk „Handbibliothek für Gärtner und Liebhaber der Gärtnerei“, das den gärtnerischen Wissensstand der Zeit kurz und allgemeinverständlich wiedergab, war Mitglied im 1860 durch Koch gegründeten „Deutschen Pomologen-Verein“ und korrespondierendes Mitglied im 1857 ins Leben gerufenen „Akklimatisations-Verein für die Königlich Preußischen Staaten“, durch den sich Kontakte ins Ausland ergaben, unter anderem zum Austausch von Pflanzensamen.

## Publikationen (Auswahl)
- On the Culture of the Hydrangea hortensis, as practised in the Potsdam Gardens. In: The Gardener’s Magazine, 5, 1829.
- Über Anwendung und Behandlung von Blattzierpflanzen und deren Verbindung mit Rankgewächsen für Schmuckgruppen. In: Verhandlungen des Vereins zur Beförderung des Gartenbaues, 10, 1834.
- Wann baute man die ersten Pflanzenhäuser? In: Allgemeine Gartenzeitung, 3, 1835.
- Wegweiser auf der Pfaueninsel, Berlin 1837.
- Die Wildbaumzucht: Die Zucht und Pflege der in Deutschland im freien Lande zu erziehenden und zu überwinternden Holzpflanzen, sowohl der harten als auch der zarten, Berlin 1841.
- Einige Bemerkungen über die gefüllten Blumen der Gärten. In: Mittheilungen über Flora, Gesellschaft für Botanik und Gartenbau in Dresden, 3, 1843.
- Übersetzung aus dem Englischen von James Barnes: Briefe über Gärtnerei, Potsdam 1846.
- Die Pfirsichzucht zu Montreuil bei Paris. In: Verhandlungen des Vereins zur Beförderung des Gartenbaues, 19, 1849.
- Der Park zu Madlitz. In: Verhandlungen des Vereins zur Beförderung des Gartenbaues, Neue Reihe 1, 1853.
- Hülfs- und Schreibkalender für Gärtner und Gartenfreunde, 1855 ff.
- Der Bauernschatz: I. Der Dorfgarten, Potsdam 1855; II. Die Feldrüben und der Viehkohl, Potsdam o. J.; III. Die Vertiefung der Ackerkrume, Potsdam 1859.
- Über Nutzbaumpflanzungen, Potsdam 1856.
- Deutsche Futtergräser, Berlin 1856.